# ایزی‌جت
ایزی‌جت (به انگلیسی: EasyJet) شرکت هواپیمایی بریتانیایی است، که دفتر مرکزی آن، در فرودگاه لوتن لندن مستقر می‌باشد. این شرکت بزرگ‌ترین شرکت هواپیمایی بریتانیا بر پایه شمار انتقال مسافر و تعداد پروازهای بین‌المللی، با بیش از ۱۰۰۰ مسیر در ۵۰ کشور اروپایی و شمال آفریقا است. بر اساس رده‌بندی خطوط هوایی سایت ایرهلپ، ایزی‌جت در رده ۷۳مین خطوط هوایی دنیا قرار دارد.

## خطوط هوایی ایزی‌جت
خطوط هوایی ایزی‌جت، در سال ۱۹۹۵ توسط سر استلیوس هاجی-ایانو تأسیس شد و در طول سال‌های آغاز فعالیتش از طریق خریداری و ادغام خطوط هوایی کم‌هزینه، به‌سرعت پیشرفت کرد و هم‌اکنون با در اختیار داشتن ناوگانی با بیش از ۳۰۰ هواپیما که عموماً از نوع ایرباس-۳۲۰ می‌باشند، دارای ۲۳ آشیانه در سراسر اروپا است، که بزرگترین آن‌ها فرودگاه گاتویک می‌باشد.
شرکت ایزی‌جت با انتقال بیش از ۵۰ میلیون مسافر در سال، پس از رایان‌ایر دارای دومین شبکه پروازی ارزان‌قیمت در اروپا است. سهام این شرکت در بازار بورس لندن معامله می‌شود.

## واقعه ۱۰ژوئن ۲۰۱۷
پلیس شهر کلن آلمان شنبه شب ۱۰ ژوئن ۲۰۱۷ گفت، پرواز شرکت هواپیمایی ایزی‌جت عازم لندن بود به خاطر مکالمه مشکوکی که در داخل هواپیما شنیده شد به کلن تغییر مسیر داد و در فرودگاه این شهر به‌طور اضطراری فرود آمد. مسافران از درب‌های خروجی اورژانس خارج شده و سه نفر دستگیر شدند. سخنگوی پلیس گفت، خلبان پرواز از لیوبلیانا پایتخت اسلوونی به مقصد لندن بعد از این که مسافران به خدمه پرواز گفتند که «چند نفر در مورد اقدامات تروریستی صحبت می‌کنند» تصمیم به این فرود اضطراری گرفت. به ده هواپیمای مسافربری دیگر نیز دستور داده شد تا در فرودگاه‌های دیگر به زمین بنشینند.
بعد از فرود هواپیما در منطقه‌ای امن در فروگاه کلن بن در ساعت حوالی ۶ بعد ازظهر (۱۶۰۰جی ام تی) پلیس فدرال ۱۵۱ مسافر را از درب‌های اضطراری تخلیه کرد. آن‌ها یک چمدان را که متعلق به یکی از سه مرد مظنون بود ایزوله کرده و توسط افسران خنثی‌سازی بمب منفجر کردند. این سه نفر به پلیس کلن تحویل داده شدند ولی هیچ توضیحاتی در مورد محتوای چمدانشان یا واقعیت تهدید تروریستی داده نشد.

## سایر وقایع
بدنبال سقوط هواپیمای روسی، شرکت‌های هواپیمایی انگلیس از جمله ایزی‌جت در تاریخ اول نوامبر ۲۰۱۵ اعلام کردند: پس از حادثه سقوط هواپیمای مسافربری روسیه، هیچ پروازی را از مناطق مرکزی و شمالی صحرای سینا انجام نمی‌دهند ایزی‌جت چند روز بعد توقف پروازهایش میان لندن و شرم الشیخ را به دلایل امنیتی تمدید کرد. مقامات دولت انگلیس به دنبال سرنگونی هواپیمای مسافربری روسی در ۳۱ اکتبر ۲۰۱۵ بر فراز صحرای سینا، دستور متوقف شدن پروازهای شرکت‌های هواپیمایی این کشور به فرودگاه شرم الشیخ را به دلایل امنیتی صادر کردند.